# Савелєвська (Чечня)
Савелєвська (рос. Савельевская) — станиця у Наурському районі Чечні Російської Федерації.
Населення становить 2530 осіб. Входить до складу муніципального утворення Савельєвське сільське поселення.

## Історія
Згідно із законом від 14 липня 2008 року органом місцевого самоврядування є Савельєвське сільське поселення.

## Населення
| 1926  | 1990  | 2002  | 2010  | 2012  | 2013  | 2014  |
| ----- | ----- | ----- | ----- | ----- | ----- | ----- |
| 1170  | ↗2312 | ↘2239 | ↗2263 | ↗2308 | ↗2352 | ↗2414 |
| 2015  | 2016  | 2017  | 2018  | 2019  |       |       |
| ↗2470 | ↗2510 | ↘2495 | ↗2511 | ↗2530 |       |       |